# Cerreto d'Esi
Cerreto d'Esi é uma comuna italiana da região das Marcas , província de Ancona, com cerca de 3583 habitantes (31/12/2019). Estende-se por uma área de 16 km², tendo uma densidade populacional de 207 hab/km². Faz fronteira com Fabriano, Matelica (MC), Poggio San Vicino (MC).

## Demografia
| Variação demográfica do município entre 1861 e 2011                               |
|                                                                                   |
| Fonte: Istituto Nazionale di Statistica (ISTAT) - Elaboração gráfica da Wikipedia |